# Bendt Jørgensen
Bendt Jørgensen (født 24. maj 1924, død 31. januar 2000) var en dansk fodboldspiller og -træner. Han opnåede to kampe for  Danmarks A-landshold.

## Spillerkarriere
Bendt Jørgensen var en fysisk stærk defensivspiller med særlig styrke i luftspillet. Han huskes blandt andet for  pokalfinalen i 1956, da han som anfører for Boldklubben Frem fik overrakt pokalen af den fodboldglade statsminister H.C. Hansen, der var fan af den gamle arbejderklub. Da Bendt Jørgensen oven i pokaltriumfen også blev kåret til årets pokalfighter, måtte han på podiet og trykke statsministerens hånd endnu engang.
Efter at have vundet KBUs pokalfinale som anfører for Frems ynglingehold skiftede Bendt til Hvidovre IF, fordi hans forældre havde en kolonihave tæt ved stadion, som han kunne lide at være i. Han vendte dog senere tilbage til  Frem, hvor han de første fem kampe spillede venstre back, inden han i sæsonen 1949 blev rykket frem som centerforward. På denne position scorede Bendt Jørgensen 7 mål i 11 kampe.

## Trænerkarriere
Efter den aktive karriere blev Bendt Jørgensen træner for B93, Husum, Hvidovre IF, Vejle Boldklub, Silkeborg IF og Viby.
Det var Bendt Jørgensen, der stod i spidsen for Hvidovre IF, da klubben i 1964 for første gang i historien rykkede op i fodboldens 1. division. 
Senere blev han træner i en af datidens store klubber, Vejle Boldklub, som han førte frem til pokalfinalen i 1968. Finalen blev overraskende tabt 3-1 til Randers Freja fra 2. division, selvom Vejle Boldklub stillede med en række landsholdsspillere som fx Johnny Hansen, Tommy Troelsen og Ulrik le Fevre.